# Boulevard Rosemont
Pour les articles homonymes, voir Rosemont.
Le boulevard Rosemont est une voie de la ville de Montréal.

## Situation et accès
D'orientation est-ouest ce boulevard, d'une longueur de 7,2 km, s'étend de la rue Saint-Denis à la rue Mignault (une rue à l'est du boulevard Langelier). Il traverse le nord de l'arrondissement Mercier—Hochelaga-Maisonneuve et constitue la principale artère est-ouest de l'arrondissement Rosemont—La Petite-Patrie.
Selon les secteurs, le boulevard Rosemont présente des visages variés: sa vocation est tour à tour commerciale, résidentielle et institutionnelle (école, église, hôpitaux). Il longe aussi plusieurs parcs importants de l'est de Montréal.
Il possède un terre-plein central (élément distinctif d'un boulevard au Québec) entre le boulevard Saint-Michel et la rue Mignault.
- À l'est, le boulevard Rosemont s'achève au niveau de la petite rue Mignault, en face du cimetière de l'Est.
- À l'ouest, il prolonge le viaduc Van Horne, qui franchit les voies ferrées du Canadien Pacifique.

## Origine du nom
Il rappelle le nom du village de Rosemont qui fut annexé à Montréal en juin 1910.

## Historique

### Origines
L'origine du boulevard Rosemont remonte au début du XVIIIe siècle, lorsque les Sulpiciens, alors seigneurs de l'île de Montréal, décident d'ouvrir l'intérieur de l'île à la colonisation. Cette décision fait suite à la signature du traité de la Grande paix de Montréal de 1701 avec les Iroquois, qui garantit une certaine sécurité aux Français dans les zones rurales. Les Sulpiciens tracent un chemin, de part et d'autre duquel ils alignent de longues bandes de terres agricoles, selon le système d'occupation et de découpage du territoire des rangs, typique de la Nouvelle-France. À Montréal, les rangs étant plutôt appelées des côtes; le nouveau chemin est nommé «chemin de la côte de la Visitation». 
Jusqu'à la fin du XIXe siècle, le secteur demeure essentiellement agricole. En 1870, on y trouve un village, qui prend le nom de Petite-Côte.

### Urbanisation
Vers 1890, le Canadien Pacifique décide de construire des usines au nord de la rue Sherbrooke, usines appelées plus tard "Angus" en l'honneur de Richard Bladworth Angus. On confie l'achat des terrains nécessaires à une entreprise dirigée par Ucal-Henri Dandurand (1866-1941) et Herbert Samuel Holt (1856-1941). Plusieurs vastes terrains demeurent disponibles, dont des fermes entières dans le village de la Petite-Côte. Dandurand fait incorporer, en 1905, une nouvelle municipalité qu'on appelle le Village de Rosemont, nom que choisit M. Dandurand en souvenir de sa mère, née Rose Phillips. Le boulevard Rosemont est inauguré en 1908 et le Village de Rosemont est annexé à Montréal en juin 1910.

## Bâtiments remarquables et lieux de mémoire
(de l'ouest vers l'est)
- Station de métro Rosemont
- Bibliothèque Marc-Favreau
- Parc Père-Marquette
- Église Saint-Jean-Berchmans

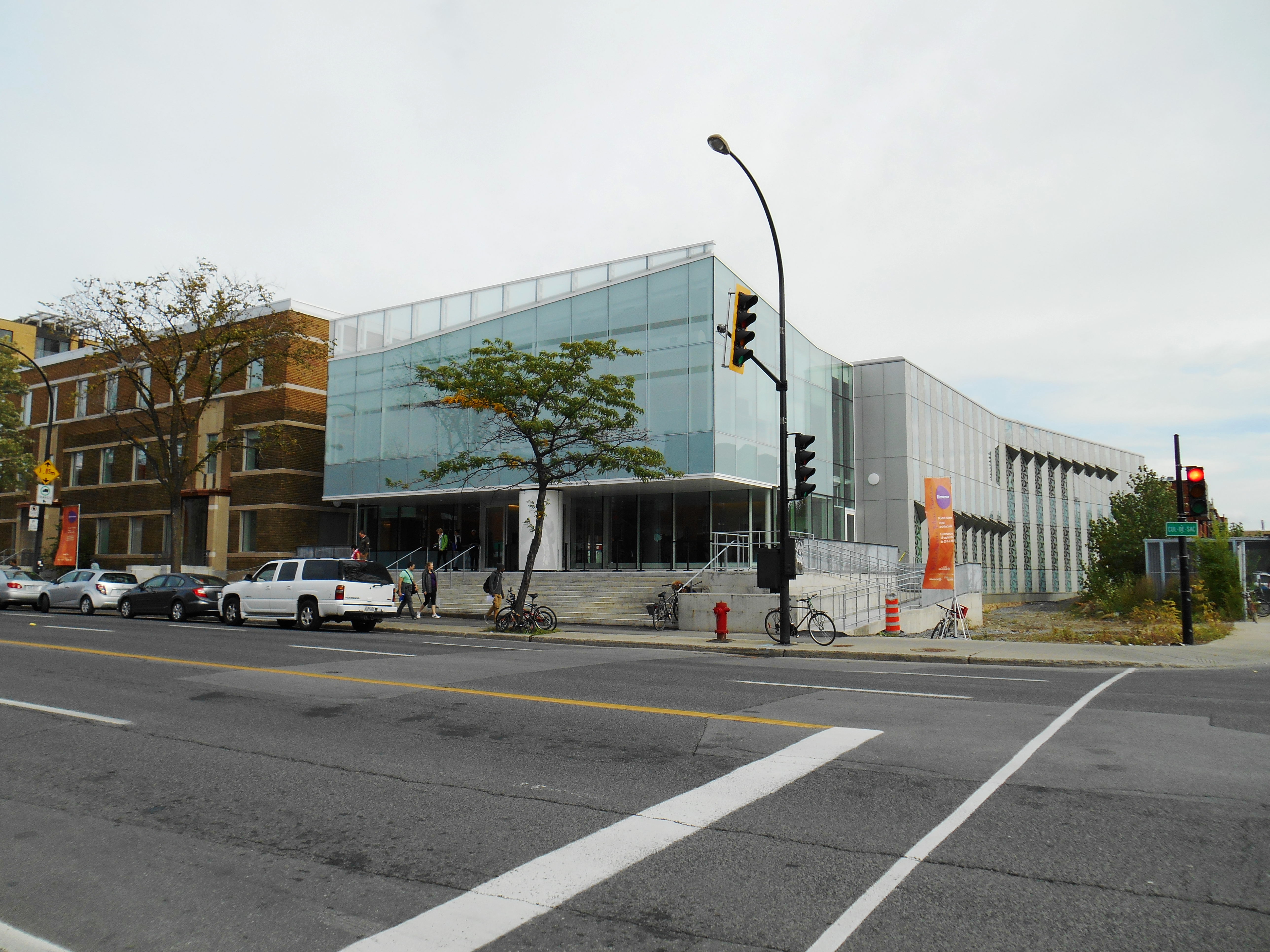
Bibliothèque Marc-Favreau

- École Nesbitt (école primaire anglophone)
- Bibliothèque Rosemont
- Collège Jean-Eudes (école secondaire francophone privée)
- Église Saint-Brendan (catholique anglophone)
- Église Saint-Luc (presbytérienne)
- École Vincent-Massey (école secondaire anglophone publique)
- Jardin botanique de Montréal
- Parc Maisonneuve
- Hôpital Maisonneuve-Rosemont
- Monastère des Franciscains
- Parc Louis Riel
- École secondaire Louis-Riel (école secondaire francophone publique)